# Culoz
Culoz és un municipi francès situat al departament de l'Ain i a la regió d'Alvèrnia-Roine-Alps. L'any 2007 tenia 2.957 habitants.

## Demografia

### Població
El 2007 la població de fet de Culoz era de 2.957 persones. Hi havia 1.212 famílies de les quals 396 eren unipersonals (181 homes vivint sols i 215 dones vivint soles), 373 parelles sense fills, 365 parelles amb fills i 78 famílies monoparentals amb fills.
La població ha evolucionat segons el següent gràfic:
Habitants censats

### Habitatges
El 2007 hi havia 1.391 habitatges, 1.223 eren l'habitatge principal de la família, 61 eren segones residències i 107 estaven desocupats. 818 eren cases i 559 eren apartaments. Dels 1.223 habitatges principals, 637 estaven ocupats pels seus propietaris, 556 estaven llogats i ocupats pels llogaters i 30 estaven cedits a títol gratuït; 21 tenien una cambra, 130 en tenien dues, 267 en tenien tres, 386 en tenien quatre i 419 en tenien cinc o més. 743 habitatges disposaven pel capbaix d'una plaça de pàrquing. A 622 habitatges hi havia un automòbil i a 382 n'hi havia dos o més.

### Piràmide de població
La piràmide de població per edats i sexe el 2009 era:
| Homes | Edats   | Dones |
| ----- | ------- | ----- |
| 0     | 95 o +  | 8     |
| 4     | 90 a 94 | 20    |
| 12    | 85 a 89 | 4     |
| 16    | 80 a 84 | 28    |
| 44    | 75 a 79 | 60    |
| 48    | 70 a 74 | 60    |
| 80    | 65 a 69 | 92    |
| 60    | 60 a 64 | 68    |
| 68    | 55 a 59 | 72    |
| 60    | 50 a 54 | 60    |
| 100   | 45 a 49 | 80    |
| 88    | 40 a 44 | 92    |
| 108   | 35 a 39 | 112   |
| 116   | 30 a 34 | 104   |
| 72    | 25 a 29 | 84    |
| 64    | 20 a 24 | 68    |
| 108   | 15 a 19 | 112   |
| 112   | 10 a 14 | 60    |
| 76    | 5 a 9   | 80    |
| 64    | 0 a 4   | 48    |

## Economia
El 2007 la població en edat de treballar era de 1.842 persones, 1.288 eren actives i 554 eren inactives. De les 1.288 persones actives 1.168 estaven ocupades (664 homes i 504 dones) i 120 estaven aturades (50 homes i 70 dones). De les 554 persones inactives 169 estaven jubilades, 139 estaven estudiant i 246 estaven classificades com a «altres inactius».

### Ingressos
El 2009 a Culoz hi havia 1.206 unitats fiscals que integraven 2.862,5 persones, la mediana anual d'ingressos fiscals per persona era de 16.840 €.

### Activitats econòmiques
Dels 152 establiments que hi havia el 2007, 2 eren d'empreses extractives, 4 d'empreses alimentàries, 4 d'empreses de fabricació de material elèctric, 1 d'una empresa de fabricació d'elements pel transport, 6 d'empreses de fabricació d'altres productes industrials, 18 d'empreses de construcció, 25 d'empreses de comerç i reparació d'automòbils, 6 d'empreses de transport, 12 d'empreses d'hostatgeria i restauració, 1 d'una empresa d'informació i comunicació, 9 d'empreses financeres, 11 d'empreses immobiliàries, 19 d'empreses de serveis, 25 d'entitats de l'administració pública i 9 d'empreses classificades com a «altres activitats de serveis».
Dels 42 establiments de servei als particulars que hi havia el 2009, 1 era una gendarmeria, 1 oficina de correu, 3 oficines bancàries, 1 funerària, 2 tallers de reparació d'automòbils i de material agrícola, 2 autoescoles, 4 paletes, 4 guixaires pintors, 4 fusteries, 3 lampisteries, 1 electricista, 4 perruqueries, 4 restaurants, 5 agències immobiliàries, 1 tintoreria i 2 salons de bellesa.
Dels 15 establiments comercials que hi havia el 2009, 1 era un hipermercat, 1 una botiga de més de 120 m², 3 fleques, 3 carnisseries, 2 llibreries, 1 una llibreria, 2 botigues d'electrodomèstics, 1 una botiga de material de revestiment de parets i terra i 1 una joieria.
L'any 2000 a Culoz hi havia 8 explotacions agrícoles.

## Equipaments sanitaris i escolars
L'únic equipament sanitari que hi havia el 2009 era una farmàcia.
El 2009 hi havia 1 escola maternal i 1 escola elemental. Culoz disposava d'un col·legi d'educació secundària amb 371 alumnes.

## Poblacions més properes
El següent diagrama mostra les poblacions més properes.